# Alexis Ponnet
Alexis Ponnet (Bruxelles, 9 marzo 1939) è un ex arbitro di calcio belga.

## Carriera
Riconoscibile per la chioma completamente canuta, Ponnet è stato uno dei più apprezzati fischietti europei e mondiali degli Anni Ottanta, come confermato dal fatto che per ben due volte (1987 in seconda posizione e nel 1988 in terza posizione) è finito sul podio secondo la classifica stilata dalla IFFHS relativamente al miglior arbitro dell'anno. Di professione direttore commerciale nella propria azienda, il belga vanta un passato da ex calciatore; poi dal 1964 si dedica solo all'arbitraggio, debuttando nel 1972 nella prima divisione e dal 1975 viene elevato al rango di internazionale. Ha arbitrato la finale di Coppa UEFA 1979-1980 tra Borussia Mönchengladbach e Eintracht Frankfurt e, a fine anno, nella finale di Supercoppa europea tra Nottingham Forest e Valencia. Nel 1983 dirige, per la seconda volta, una finale di Supercoppa europea (Aston Villa-Barcellona), che gli viene affidata in seconda battuta, dopo la rinuncia dell'italiano Paolo Casarin, sospeso in patria per alcune dichiarazioni non autorizzate e, nel 1985, ottiene la direzione della seconda finale di Coppa UEFA Real Madrid-Videoton. Nel 1987, a seguito del veto opposto dalla Federcalcio tedesca al nome dell'italiano Luigi Agnolin (che non era stato apprezzato in occasione di Austria-Germania Ovest), dirige la finale di Coppa dei Campioni tra Bayern Monaco e Porto; risale al 1982 la prima partecipazione al Campionato mondiale di calcio: in Spagna arbitra Polonia-Camerun e Spagna-Inghilterra e, nel 1986, dirige Danimarca-Germania Ovest. Nel 1984, al Campionato europeo di calcio in Francia, dirige Spagna-Romania, mentre nell'edizione successiva, nel 1988, dirige la semifinale URSS-Italia. Vanta anche la direzione in ben tre semifinali di Coppa dei Campioni (nel 1981, 1983 e 1989), tre semifinali di Coppa delle Coppe (nel 1980, 1984 e 1986) e una semifinale di Coppa UEFA (nel 1979). 
Chiude l'attività sui campi l'anno successivo a 50 anni. Divenuto dirigente arbitrale, sarebbe stato attivo nella Commissione Arbitrale di UEFA e FIFA (collabora in quest'ultimo organismo con gli ex arbitri Paolo Casarin e Károly Palotai, prima di essere destituito nel 1994, per volontà dell'allora Presidente FIFA João Havelange).